# Sannomiya (Kobe Port Liner)
Sannomiya (三宮駅, Sannomiya-eki) est une station de la Port Liner du métro automatique de Kobe New Transit. Elle est située dans l'arrondissement Chūō-ku de Kobe, dans la préfecture de Hyōgo au Japon.
Mise en service en 1981, elle est desservie par les rames de la Port Liner. Elle est incluse dans le centre multimodal intitulé Gare de Kobe-Sannomiya, ce qui permet de nombreuses correspondances.

## Situation sur le réseau

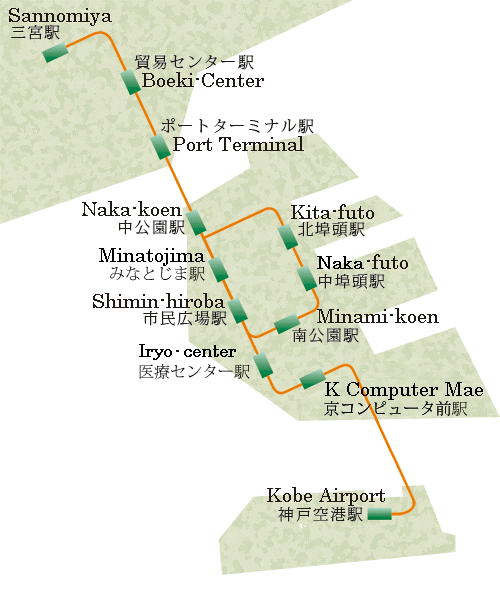
Plan de la ligne.

Établie en aérien Sannomiya est la station terminus nord de la Port Liner de Kobe New Transit. Elle est située avant la station Bōeki Center,  en direction du terminus sud Aéroport de Kobe.
Elle dispose d'un quai central encadré par les deux voies en impasses de la ligne.

## Histoire
La station d'origine Sannomiya est mise en service le 5 février 1981, lorsque la compagnie Kobe New Transit ouvre à l'exploitation les 6,4 km, avec neuf stations, de la première section de sa ligne Port Liner de son métro automatique.

## Services aux voyageurs

### Accès et accueil
Établie au 8 Kumoidori, elle dispose de quatre accès au niveau 0 (surface). Dans se hall se situe la billetterie et les tourniquets de contrôle ainsi que les escaliers, escaliers mécaniques et ascenseurs permettant de rejoindre le quai central aun niveau +1. La station est accessible aux personnes à la mobilité réduite.

Installations
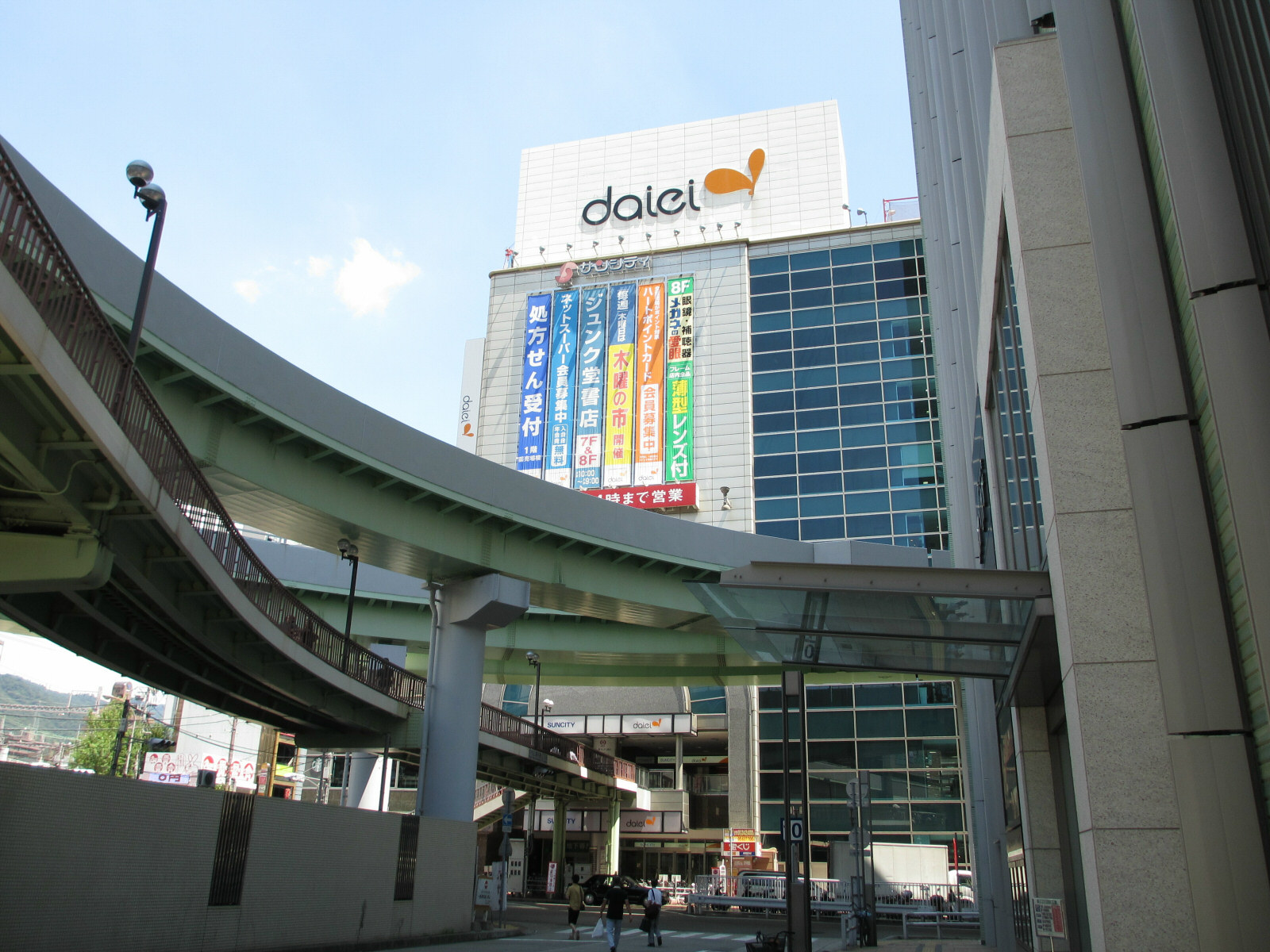
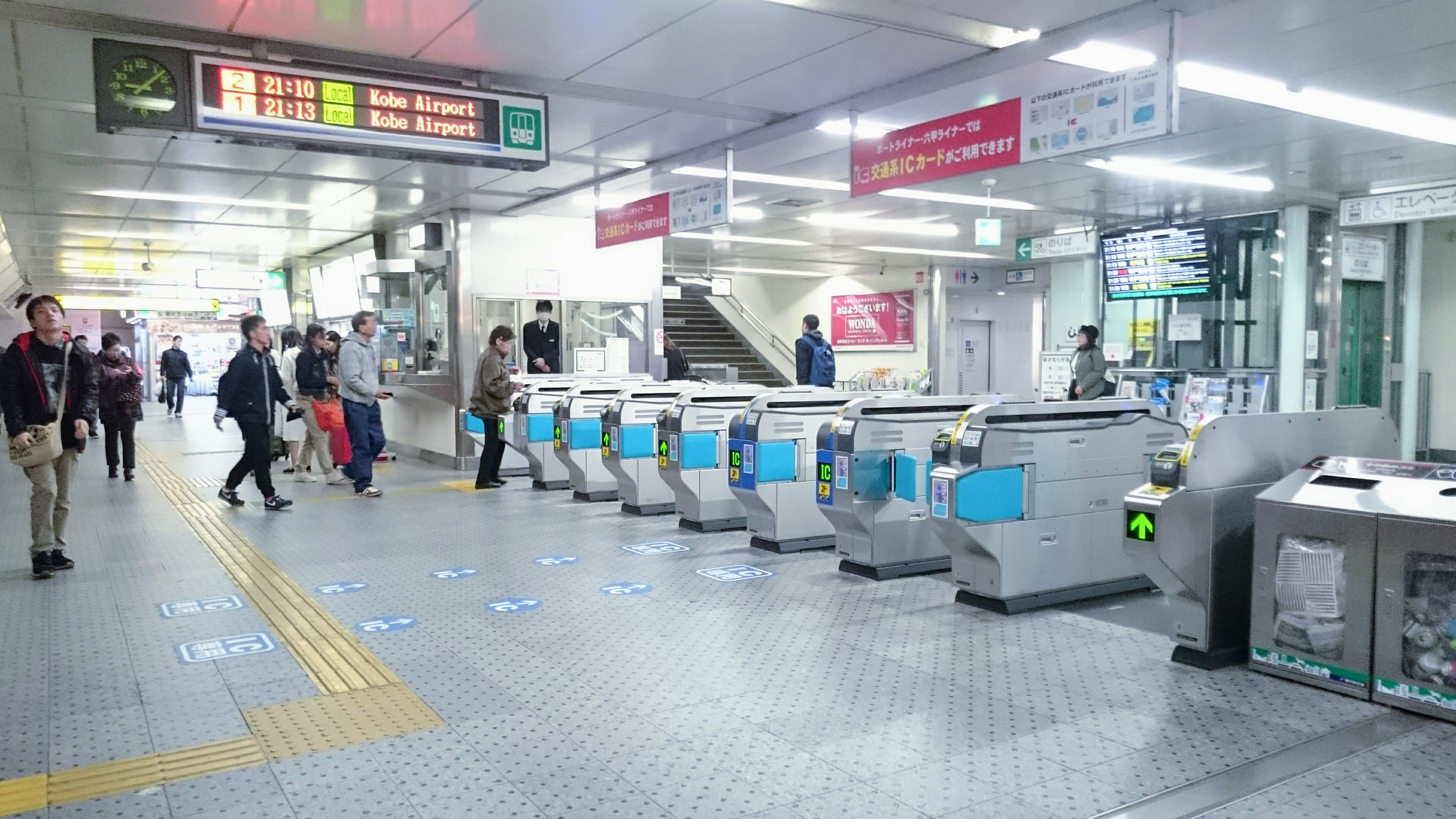
2016.
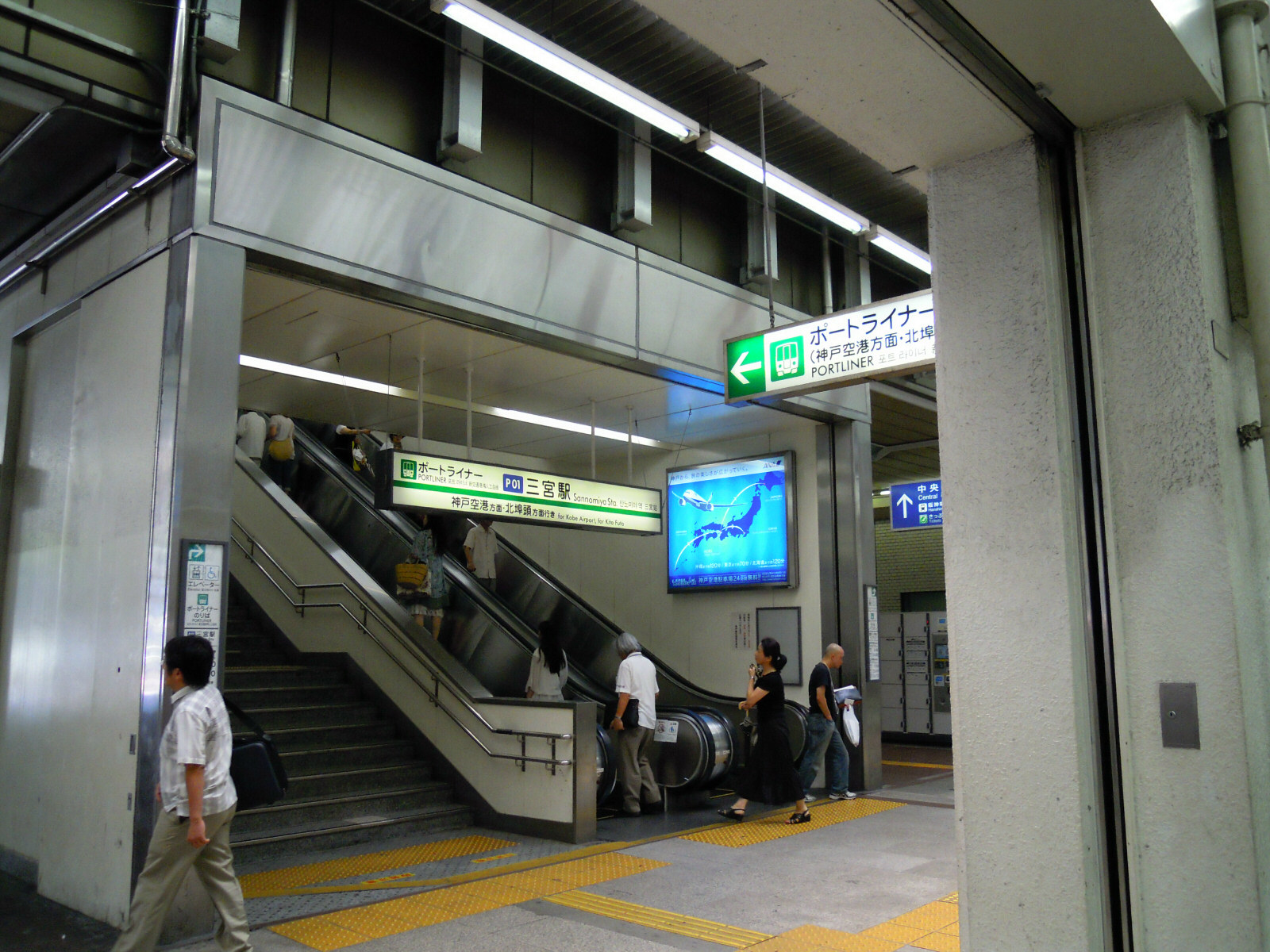
2011.

### Desserte
Sannomiya est desservie par les rames effectuant la relation Sannomiya Aéroport de Kobe et la relation en boucle de Sannomiya à Sannomiya via Kita Futō.

Installations et desserte
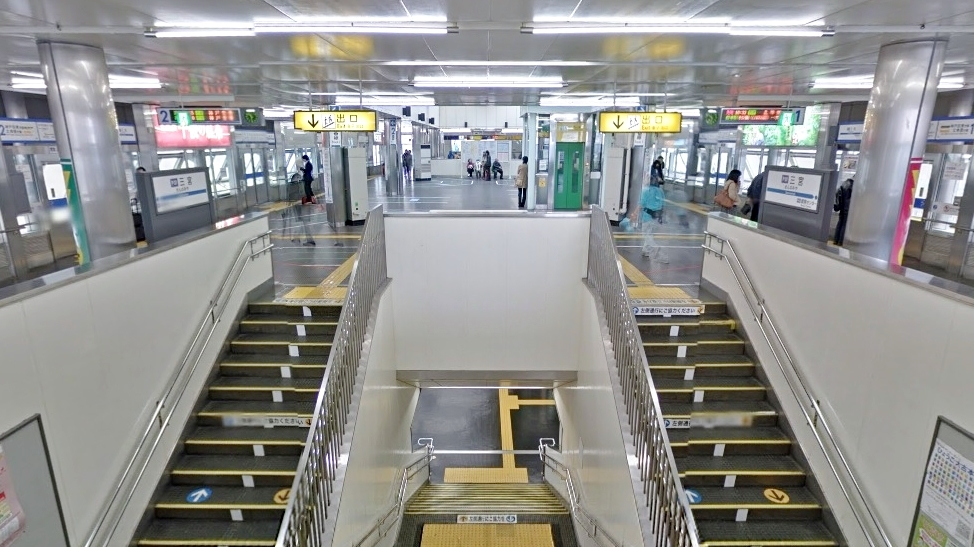
2015.
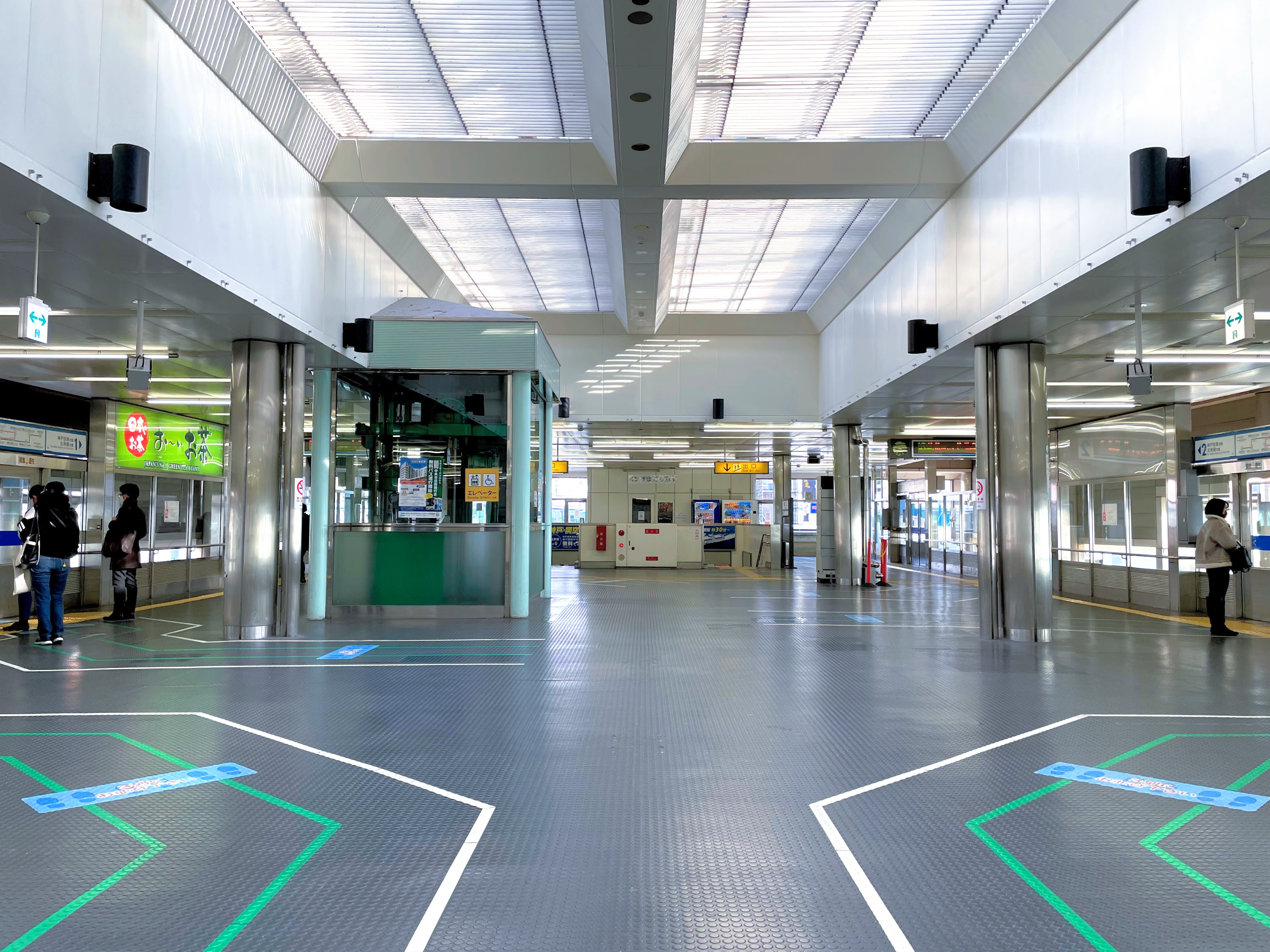
2020.
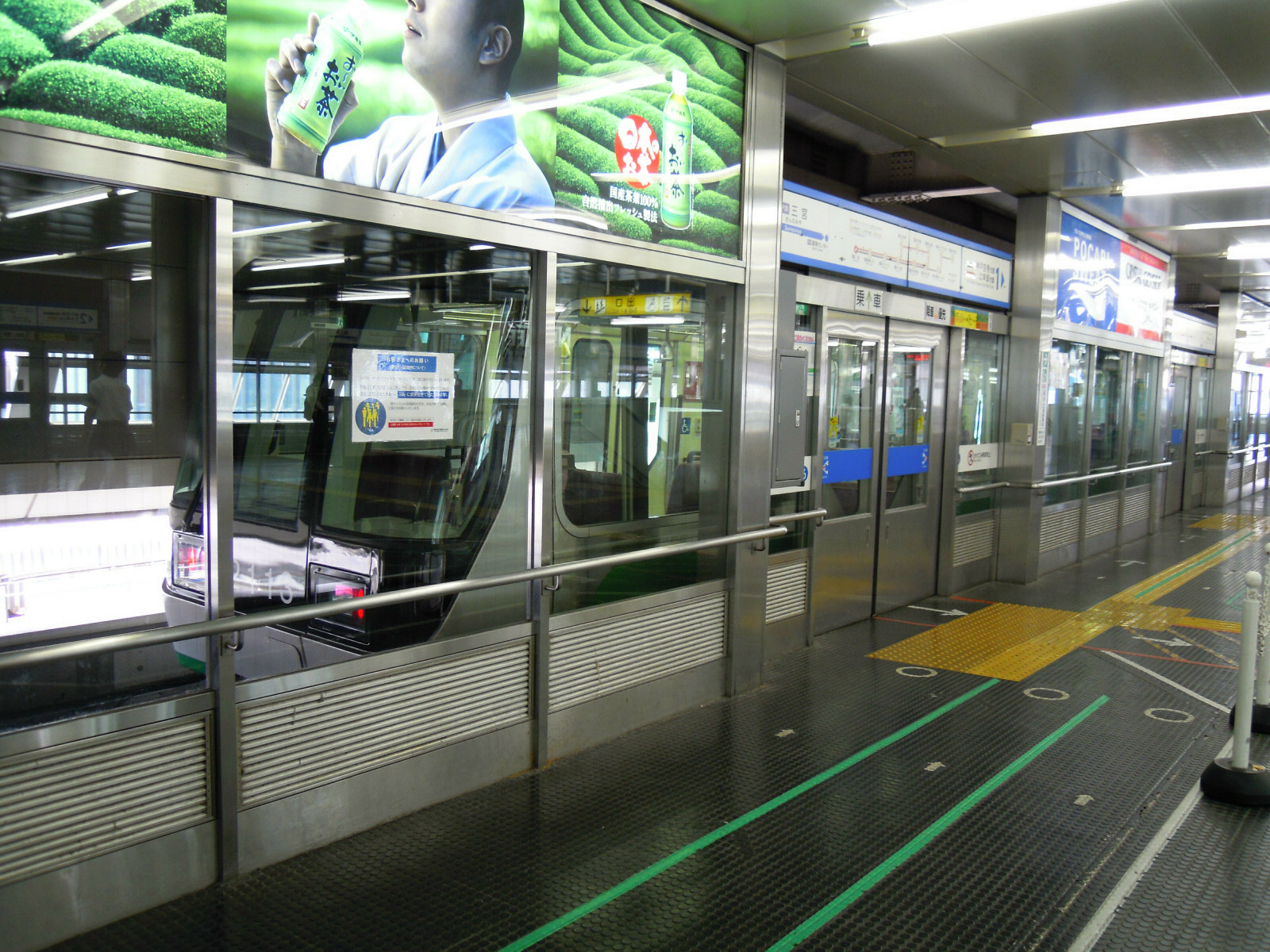
2011.

### Intermodalité

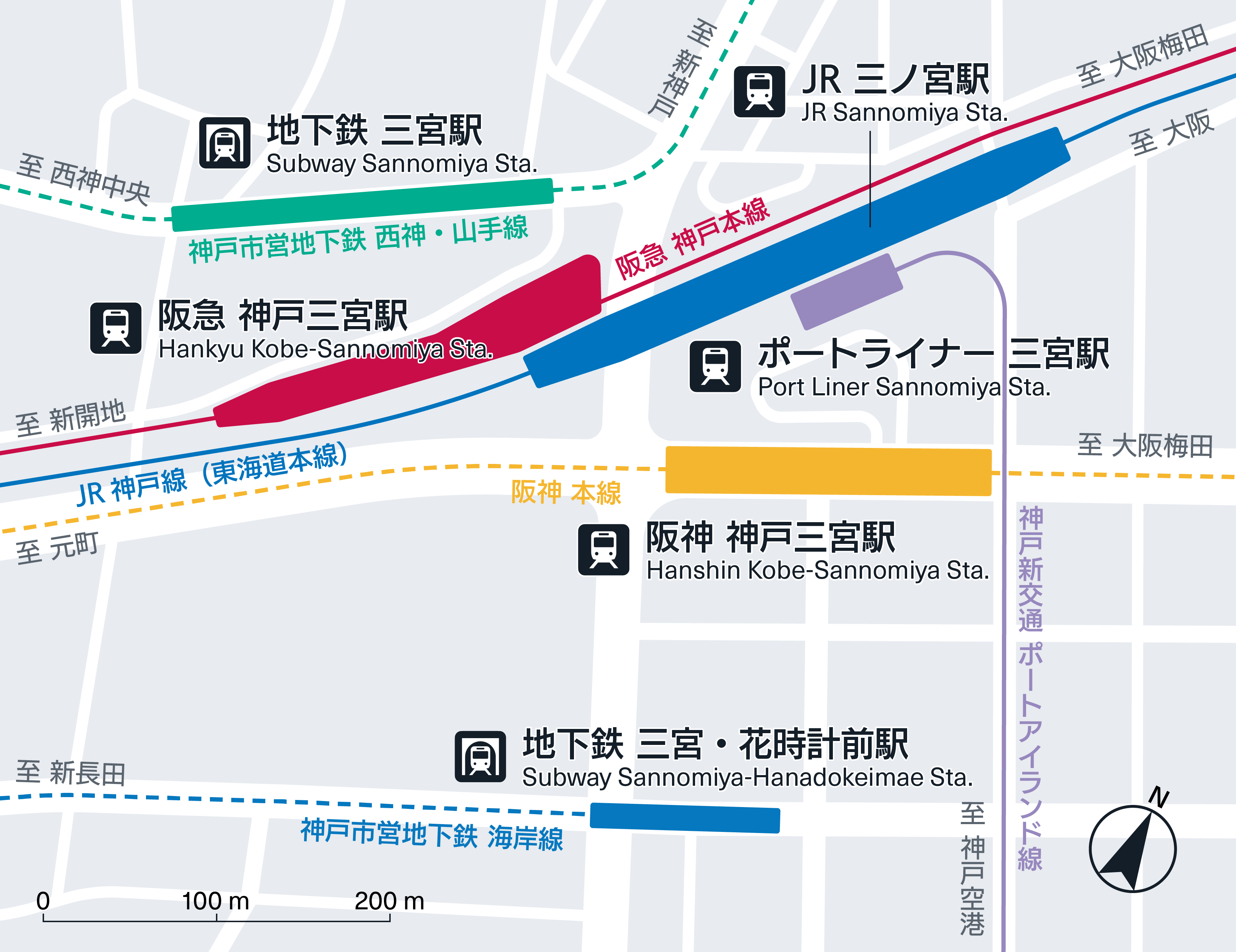
Emplacement des correspondances ferroviaires

Intégrée dans le concept de multimodalité Gare de Kobe-Sannomiya, qui facilite les correspondances, notamment par des circulations piétonnes et des billets en continuité avec : la  gare Kobe-Sannomiya Hankyu, la gareKobe-Sannomiya Hanshin, la gare de Sannomiya de la JR West la station Sannomiya de la ligne Seishin-Yamate du métro municipal de Kobe.
Elle est également en correspondance avec la station Sannomiya-Hanadokeimae de la ligne Kaigan du métro municipal de Kobe qui ne fait pas partie de l'ensemble multimodale du fait qu'elle est à environ 400 mètres au sud.